# Lago Redó
El lago Redó (en catalán estany Redó) es un lago español se sitúa en el término municipal de Espot, en la comarca del Pallars Sobirá, dentro del parque nacional de Aigüestortes y Lago de San Mauricio, provincia de Lérida, Cataluña.
Es de origen glaciar, está situado a 2114 m de altitud y tiene 6,2 ha de superficie y 11 m de profundidad máxima